# Boda boda
Boda boda je vrsta taksija koji isključivo koriste bicikle i motocikle za prevoz putnika, a koji se obično mogu naći u istočnoj Africi. Iako su taksi motocikli poput boda boda prisutni širom Afrike, termin boda boda je specifičan za istočnu Afriku. U Keniji ovi taksiji se često nazivaju piki piki ili Boda. Njihovo prisustvo u istočnoafričkim gradovima rezultat je brojnih faktora, kao što je sve veća potražnja za javnim prevozom, mogućnost kupovine motora na kredit i priliv jeftinog uvoza motocikala od indijskih proizvođača kao što su Bajaj, kao i visoki nivoi nezaposlenosti među mladima. U zemljama u kojima su prisutni, boda bode pružaju dodatne opcije prevoza putnika i dodatne prilike za zapošljenje, dok u isto vreme povećavaju opasnost na putu, sudare, nepotrebne povrede i smrti. 

## Etimologija
Prema nekim izvorima naziv boda boda vuče poreklo iz onomatopeje, ali konkurentna teorija je da je boda boda naziv nastao tako što su se ljudi prevozili preko granice putem motocikla, bez kompletiranja papirologije; odnosno od granice do granice. 
Termin se prvobitno odnosio na posao prevoznika u okviru krijumčarskih operacija preko granice Ugande i Kenije tokom 80-ih i ranih 90-ih. Prevoznici su ili pešačili, ili koristili bicikle i motocikle za prelaz granice. Posao ovih prevoznika se lokalno nazivao boda boda, što znači od granice do granice (border to border). Vozači su bili veoma vešti i brzi, a uskoro su mnogi vozači iz ovog biznisa označili svoje bicikle natpisom boda boda, kao ponosni znak da su eksperti u vožnji. Kada bi neko želeo brzu vožnju ili dostavu, angažovali bi boda boda vozače i javnost je počela tako da ih zove. Kada su motocikli ušli u ovaj biznis, brzo su iztisnuli bicikle zbog njihove brzine, izdržljivosti i distance koje mogu da pređu i tako su i oni postali sinonim za boda boda vozače. 

## Broj vozila
Boda bode su uobičajene u istočnoafričkim gradovima poput Kampale i Najrobija, a procene broja ovih vozila variraju. 

#### Dar es Salam
U periodu od 2003. do 2015. godine značajno se povećao uvoz motocikala u Tanzaniji (skoro 10.000 procenata). 

#### Kampala
Određeni izvori su 2013. godine tvrdili da u Ugandi posluje oko 300.000 boda boda prevoznika. Podaci koje je objavila Uprava glavnog grada Kampale u sličnom periodu pokazuju oko 120.000 registrovanih motocikala u tom gradu, iako bi broj boda boda verovatno bio veći jer su mnogi neregistrovani prema Udruženju boda boda Kampala vozača. Isti izvori su 2015. godine naveli da oko 40.000 radi u regiji centralne Kampale. Neki su sugerisali 2015. godine da je realan broj verovatno duplo veći. Širom Ugande, boda bode su postale značajan izvor prihoda za mlade, pružajući sredstva za život hiljadama porodica u zemlji. 

#### Kigali
Za razliku od mnogih afričkih gradova, taksisti na motociklima iz Kigalija su uglavnom registrovani i poštuju lokalne zakone. U ovoj zemlji termin za ovaj vid transporta je moto.

## Povratak biciklima
Studenti iz Ugande su sproveli istraživanje koje je utvrdilo da četiri faktora mogu da imaju uticaj na vožnju biciklom. Ti faktori su: 
- Transportni sistem i faktori bezbednosti
- Prirodni faktori životne sredine
- Percepcija koju pojedinac ima prema biciklizmu
- Demografske krakateristike ovog pojedinca

Logistički model faktora koji će uticati da ljudi koji putuju na posao promene način vožnje i koriste bicikl, takođe je istakao uglavnom demografske karakteristike (starost, pol, i sposobnost pojedinca da vozi bicikl). Ovi nalazi sugerišu na koji način bi mogao da se poboljša transportni sistem i smanje uočeni rizici vožnje bicikla u Ugandi.

## Poznati prevoznici
- SafeBoda - je kompanija koja pruža usluge bezbedne i efikasne boda boda vožnje u nekoliko afričkih gradova. Sedište kompanije je u Najrobiju, Kenija, a kompanija posluje od 2014. godine.
- Safe Motos - kompanija iz Kigalija, Ruanda, koja putem mobilne aplikacije pruža praktičniji i isplatljiviji transport. Kompanija se proširila i u Demokratsku republiku Kongo.
- Bolt - još jedna kompanija koja je pokrenula usluge deljenja vožnje u Ugandi, ali je ugašena u februaru 2019. godine
- Uber Boda - Kompanija Uber je u Kampali 2018. godine ubacila i boda usluge pored njihovih standradnih opcija

## Galerija
- Along A109 Road, Uganda
- Prilagođen boda boda u Keniji
- Boda boda motocikl
- Boda boda u Ruandi